# Robert Clark Jones
Robert Clark Jones (Toledo, Ohio, 30 de junho de 1916 – 26 de abril de 2004) foi um físico estadunidense. Trabalhou principalmente no campo da óptica.
Jones estudou na Universidade Harvard e obteve um PhD em 1941. Ate 1944 trabalhou no Bell Labs, e depois até 1982 na Polaroid Corporation.
Em um série de publicações entre 1941 e 1956 trabalhou com um método matemático para descrever a polarização da luz: o formalismo de Jones.

## Condecorações
- 1944 Medalha Adolph Lomb
- 1972 Medalha Frederic Ives
- 1977 Medalha e Prêmio Young
- 1989 Prêmio Dennis Gabor (SPIE)
- 2004 Prêmio G. G. Stokes (SPIE)